# Tête-bêche

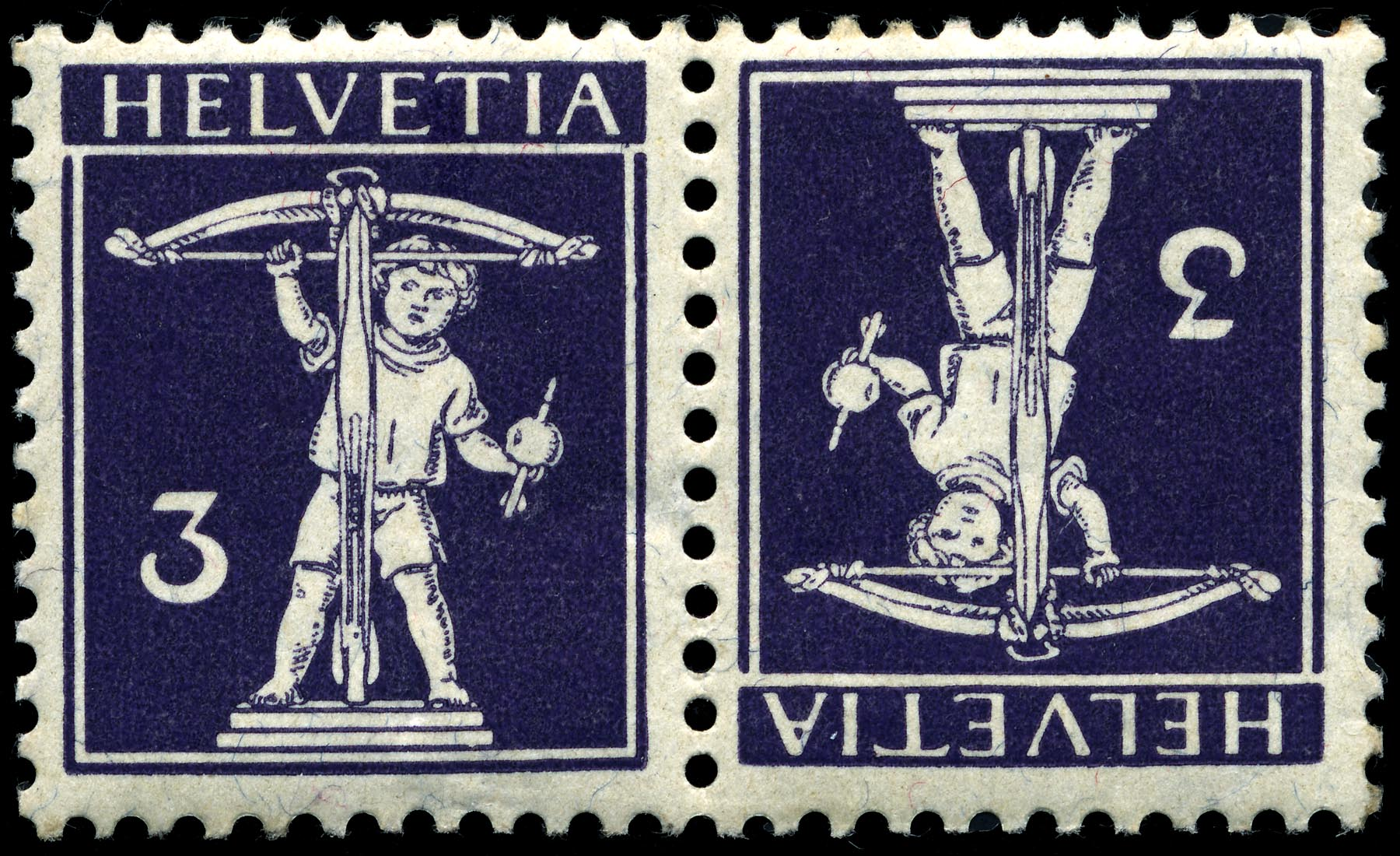
Pereche de timbre Tête-bêche aşezate orizontal

În filatelie, tête-bêche (/tɛtˈbɛʃ/ din franceză: "de la cap la coadă", lit. "cap la cap") este o pereche de mărci poștale (timbre) aduse împreună, în care unul dintre ele este pus cu capul în jos, produs intenționat sau accidental. 
Ca orice pereche de timbre, o pereche de Tête-bêche poate fi îndreptată orizontal sau vertical. În cazul timbrelor triunghiulare, acestea nu pot fi așezate decât "cap la coadă". Erorile mecanice, ce pot apărea în timpul procesului de producere, atrag cu sine și timbrele tête-bêche, însă în majoritatea cazurilor timbrele tête-bêche sunt produse în scopul colecționării lor.